# Cocosates

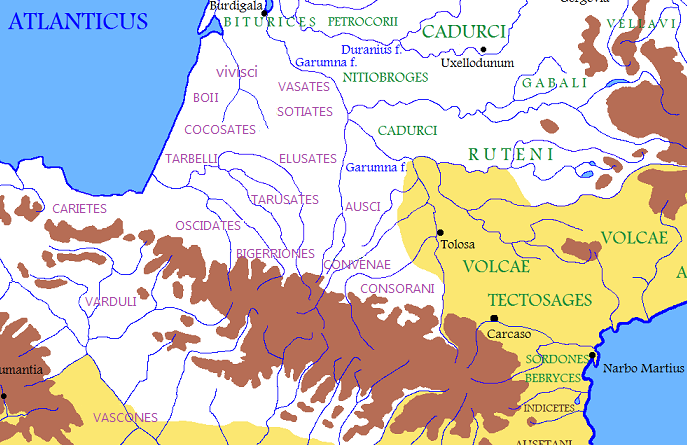
Pueblos aquitanos.

Los cocosates (en latín, Cocosates) fueron un pueblo aquitano del oeste del departamento francés de las Landas. Su mote de Cocosates sexsignani (Cocosates de los seis estandartes) indicaba que eran una federación de seis tribus.
Rodeados por los tarbelos de Dax al sur y los boyates del país de Buch (Arcachón) al norte, lo que les ubica generalmente en Brassenx y en el país de Born. Algunos autores los sitúan en el río Adur en Maremne y Marensin.
Su nombre recuerda al vasco kokots, "mentón". Parece basado en un redoblamiento de la raíz aquitánica *koiz / coç "cerro", "altura", raíz que se encuentra también en Cossium, capital de los vasates.